# ديف بارسونز
ديف بارسونز (بالإنجليزية: Dave Parsons)‏ هو عازف قيثارة بريطاني، ولد في 2 يوليو 1966 في هيلينغدون ‏ في المملكة المتحدة.